# Caroline Dhavernas
Caroline Dhavernas (Montreal, 15 de mayo de 1978) es una actriz canadiense.

## Primeros años
Dhavernas nació en Montreal, Quebec. Es hija de los actores canadienses Sébastien Dhavernas y Michèle Deslauriers.
Sus padres la inscribieron en una escuela elemental en habla inglesa, por lo que aprendió el idioma siendo muy joven.

## Carrera
Comenzó su carrera a los ocho años, doblando voces para producciones televisivas como Babar. A los doce años comenzó su carrera como actriz, debutando en la película Comme un Voleur.

## Vida personal
En 2016 comenzó una relación con el actor Maxime Le Flaguais. En 2018 tuvieron su primera hija, una niña a la que llamaron Françoise.

## Filmografía

### Cine
| Año  | Título                                            | Papel               | Notas        |
| ---- | ------------------------------------------------- | ------------------- | ------------ |
| 1993 | Cap Tourmente                                     | Valerie Huot        |              |
| 1996 | L'oreille de Joé                                  |                     | cortometraje |
| 1999 | L'île de sable                                    | Manou               |              |
| 1999 | Running Home                                      | Jessica             |              |
| 2001 | Lost and Delirious                                | Kara                |              |
| 2001 | Heart: The Marilyn Bell Story                     | Marilyn Bell        |              |
| 2001 | Out Cold                                          | Anna                |              |
| 2002 | Les moutons de Jacob                              | Caroline            |              |
| 2002 | Edge of Madness                                   | Annie Herron        |              |
| 2002 | The Baroness and the Pig                          | Emily               |              |
| 2003 | The Tulse Luper Suitcases, Part 1: The Moab Story | Passion Hockmeister |              |
| 2003 | The Tulse Looper Suitcases: Antwerp               | Passion Hockmeister |              |
| 2003 | Red Nose                                          | Nathalie Lachance   |              |
| 2005 | These Girls                                       | Keira St. George    |              |
| 2006 | Niagara Motel                                     | Loretta             |              |
| 2006 | Mr. Average                                       | Claire              |              |
| 2006 | Hollywoodland                                     | Kit Holliday        |              |
| 2006 | The Beautiful Beast                               | Isabelle-Marie      |              |
| 2007 | Breach                                            | Juliana O'Neill     |              |
| 2007 | Surviving My Mother                               | Bianca              |              |
| 2008 | Passchendaele                                     | Sarah Mann          |              |
| 2009 | The Cry of the Owl                                | Nickie Grace        |              |
| 2009 | Father and Guns                                   | Geneviève           |              |
| 2010 | One Last Dance                                    | Young Norma         | cortometraje |
| 2010 | The Switch                                        | Pauline             |              |
| 2010 | Devil                                             | Elsa Nahai          |              |
| 2010 | Wrecked                                           | Woman               |              |
| 2012 | Mars et Avril                                     | Avril               |              |
| 2013 | Goodbye World                                     | Becky               |              |
| 2014 | Le vrai du faux                                   | Isabelle Lauzon     |              |
| 2015 | The Forbidden Room                                | Gong                |              |
| 2015 | Chasse-Galerie                                    | Liza Gilbert        |              |

### Televisión
| Año       | Título                           | Papel                      | Notas                        |
| --------- | -------------------------------- | -------------------------- | ---------------------------- |
| 1990      | Les filles de Caleb              | Rose Pronovost (8–11 años) | Episodio: "17"               |
| 1991      | Marilyn                          | Abeille                    |                              |
| 1993      | Zap                              | Isabelle Daigneault        |                              |
| 1996      | Urgence                          | Josianne Villeneuve        |                              |
| 1997      | Lobby                            | Roxanne Roy                | 8 episodios                  |
| 1998      | Réseaux                          | Christine                  |                              |
| 1999      | Le polock                        | Camille Langlois           |                              |
| 2000      | Tag                              | Stéphanie                  |                              |
| 2000      | Secret Adventures of Jules Verne | Angelique Dore             | Episodio: "The Golem"        |
| 2002      | Law & Order                      | Alicia Milford             | Episodio: "Girl Most Likely" |
| 2004      | Wonderfalls                      | Jaye Tyler                 | 14 episodios                 |
| 2010      | Law & Order: Criminal Intent     | Maya Sills                 | Episodio: "Love Sick"        |
| 2010      | The Pacific                      | Vera Keller                | 2 episodios                  |
| 2011      | Over/Under                       | Vicky Harmon-Castle        | Piloto                       |
| 2011      | Off the Map                      | Dra. Lily Brenner          | 13 episodios                 |
| 2013–2015 | Hannibal                         | Alana Bloom                | 29 episodios                 |
| 2016      | Blue Moon                        | Chloé Vincent              |                              |
| 2016-2019 | Mary Kills People                | Dra. Mary Harris           |                              |